# الکساندر-آنتونن تاشه
اَلِکسانْدْرْ-آنتونَن تاشه (به فرانسوی: Alexandre-Antonin Taché) (۲۳ ژوئیه ۱۸۲۳–۲۲ ژوئن ۱۸۹۴) اسقف کانادایی و فرانسوی‌زبان بود که در استعمار شمال باختری کانادا نقش داشت.

## زندگی‌نامه
الکساندر-آنتونن تاشه به تاریخ ۲۳ ژوئیه ۱۸۲۳ در فرازرویل (امروزه ریوییر-دو-لو) به دنیا آمد. او فرزند سوم از پنج فرزند خانواده بود. پدرش، شارل تاشه، بازرگان بود و به تاریخ ۱۲ ژانویه ۱۸۲۶، زمانی که الکساندر-آنتونن تنها دو سال داشت، از دنیا رفت؛ بنابراین مادرش تصمیم گرفت که فرازرویل را به مقصد بوشرویل ترک کند و در میان راه، بزرگ‌ترین فرزندش را در کاموراسکا بگذارد.
پس از تحصیل در حوزه علمیهٔ سن-اییسنت و سپس در حوزه عملیه بزرگ سن-سولپیس شهر مونترال، او به کارآموزی مأموران تبلیغ مذهبی در لونگوی درآمد. در ۲۱ سالگی، به شمال باختری کانادا رهسپار شد؛ در آن زمان هنوز شماس یاور بود. در رود قرمز و به تاریخ ۲ اکتبر ۱۸۴۵، او با فرمان عالیجناب پروونشر به عضویت مبلغان مذهبی مریم پاکزاد درآمد. به سال ۱۸۴۸، پدرْ تاشه یک دوندهٔ جنگل و اهل مِتی به نام فرانسوآ بانلیو (۱۷۷۱–۱۸۷۲) را غسل تعمید داد.
تا زمانی که اسقف‌هایِ استانِ کلیساییِ کِبِک، با رای کاهن بزرگ، او را به سِمَت معاون عالیجناب پروونشر منصوب کردند، او به مدت شش سال در مأموریت‌های مذهبیِ رود قرمز برای بومیان آنجا آیین مسیحی را تبلیغ می‌کرد، از جمله در سن-ژان-باتیست در ایلَ‌لَ‌کروس، جایی که او به عنوان کشیش همراه عالیجناب لافلش خدمت می‌کرد.
او به تاریخ ۱۴ ژوئن ۱۸۵۰ و در زمانی که هنوز ۲۷ سال داشت، توسط پاپ پیوس نهم به درجهٔ اسقفی منصوب شد. سپس به فرانسه رفت تا با دستان عالیجناب دومازنو، اسقف مارسی، کسوت‌بخشی شود. او به تاریخ ۲۳ نوامبر ۱۸۵۱ و در کلیسای جامع ویویه، به عنوان اسقف آرات و یاور اسقف سنت بانیفیس، تقدیس شد. عالیجناب تاشه پس از مراسم کسوت‌بخشی به رم رفت.
او در ۲۷ ژوئن ۱۸۵۲ به رود قرمز بازگشت، و در ۷ ژوئن ۱۸۵۳ اسقف سنت بانیفیس شد؛ ولی از آنجا که او در مأموریت در جایی دور از اسقف‌نشین بود، تا ۵ نوامبر ۱۸۵۴ رسماً اختیار قلمروی اسقفی را در دست نگرفت. در سال ۱۸۵۶ برای پیدا کردن یک همیار به رم سفر کرد. در سال ۱۸۶۱ برای بار سوم به شهر مقدس رفت تا برای تقسیم قلمروی اسقفی خود و ایجاد معاونت حواری رودخانه مکنزی درخواست کند.
در سفر دیگری به سال ۱۸۶۷ برای شرکت در مراسم بزرگی که در رم برگزار می‌شد، او برای مأموریت‌های مذهبی ساسکاچوان درخواست بخش‌بندی جدیدی در اسقف‌نشین سنت بانیفیس کرد. این بخش‌بندی، که در اصل به رسمیت شناخته شده بود، پس از سال‌ها در ۲۲ نوامبر ۱۸۷۱ و با ایجاد اسقف نشین سنت‌آلبرت انجام شد که نخستین اسقف آن عالیجناب گراندن بود.
در اکتبر ۱۸۶۹، او برای شرکت در شورای واتیکان باری دیگر به رم رفت. در ژانویه ۱۸۷۰ به قلمروی اسقفی خود بازگشت تا، به درخواست دولت اتاوا، شورش رودخانه سرخ را آرام کند. در ۲۲ سپتامبر ۱۸۷۱ سراسقف سنت‌بانیفیس شد. او به تاریخ ۲۲ ژوئن ۱۸۹۴ و در سن هفتادسالگی، در سنت‌بانیفیس از دنیا رفت.